# Tekovská Breznica
Tekovská Breznica – wieś (obec) na Słowacji położona w kraju bańskobystrzyckim, w powiecie Žarnovica.

## Położenie
Leży w dolinie Hronu, u południowo-zachodnich podnóży Gór Szczawnickich, ok. 5 km na północny wschód od Hronského Beňadika i niespełna 6 km na południowy zachód od miasta Nová Baňa. Cała zabudowa starej wsi leży na lewym brzegu Hronu, u wylotu Doliny Chvalenskiej. W 1971 r. do Breznicy przyłączono położoną na prawym brzegu Hronu wieś Orovnica. Przez wieś, prawym brzegiem Hronu, biegnie droga nr 65 i linia kolejowa Zwoleń-Kozárovce, natomiast lewym brzegiem Hronu biegnie nowa droga ekspresowa R1.

## Historia
Pierwsze wzmianki o miejscowości pochodzą z roku 1276 lub nawet 1273, chociaż zamek Breznica, który wznosił się nad wsią, był jeszcze starszy - sprzed roku 1240.

## Demografia
Według danych z dnia 31 grudnia 2012 roku, wieś zamieszkiwało 1235 osób, w tym 651 kobiet i 584 mężczyzn.
W 2001 roku rozkład populacji względem narodowości i przynależności etnicznej wyglądał następująco:
- Słowacy – 98,03%
- Czesi – 0,38%
- Węgrzy – 0,15%

Ze względu na wyznawaną religię struktura mieszkańców kształtowała się w 2001 roku następująco:
- Katolicy rzymscy – 93,65%
- Grekokatolicy – 0,08%
- Ewangelicy – 0,98%
- Prawosławni – 0,08%
- Husyci – 0,08%
- Ateiści – 2,49%
- Przedstawiciele innych wyznań – 0,15%
- Nie podano – 2,12%